# 中国铁路太原局集团
中国铁路太原局集团有限公司，原名太原铁路局，是中国国家铁路集团下属公司。总营业里程5346公里，其中客运专线863公里，下辖有176个车站，其管辖范围基本上为原北京铁路局管辖的山西省境内的铁路网。

## 沿革
1949年6月7日，军委铁道部太原铁路管理局成立，由石家庄铁路管理局与同蒲铁路管理局合并而成:84。1950年，太原铁路管理局成立太原、石家庄、临汾三个分局。1951年9月，天津、太原两局合并为天津铁路管理局。
1952年9月4日，铁道部颁发《关于调整铁路组织机构的决定》，天津铁路管理局被改组为天津、北京、太原三个铁路管理局。太原铁路管理局1953年1月1日复设时下设太原、大同、临汾3个运输分局（1955年铁路运输分局改称铁路分局）。1959年1月，铁道部将太原铁路局所辖石太线娘子关（不含）以东划归石家庄铁路办事处管辖:86。
1963年4月1日，太原铁路局再次被撤销，在山西境内设置北京铁路局太原（含临汾）、大同2个铁路分局。同年7月1日，石太线娘子关至赛鱼段被划归北京铁路局石家庄铁路分局管辖:86。
1971年1月1日，太原铁路局再次恢复建制:87。1983年1月1日，太原铁路局第三次被撤销，北京局在山西省设太原、大同、临汾铁路分局:88。2001年11月1日，临汾铁路分局并入太原铁路分局。
2005年3月18日0时，铁道部将全国15个铁路局所下辖的41个铁路分局全部裁撤。其中北京铁路局下辖的5个铁路分局：北京铁路分局、天津铁路分局、石家庄铁路分局、大同铁路分局、太原铁路分局被裁撤。经铁道部批准，将原北京铁路局下属的大同铁路分局与太原铁路分局合并成立新的太原铁路局。太焦铁路大平站以南、邯长铁路、侯月铁路端氏站以南归郑州铁路局管辖；石太铁路坡头站以东、京原铁路灵丘站以东、阳涉铁路归北京铁路局管辖。
2005年，太原铁路局进行了工商登记。
2010年开始，太原铁路局实施体制改造，太原局下属运输主业资产由大秦铁路公司反向收购后装入上市主体，实现整体上市。
2017年11月7日，太原、兰州、广州铁路（集团）公司等3家铁路局（公司）的名称变更通过国家工商行政管理总局核准，太原铁路局名称变更为中国铁路太原局集团有限公司（(国)名称变核内字[2017]第5343号）。
2017年11月14日，在国家企业信用信息公示系统中，中国铁路太原局集团有限公司已完成工商登记变更。工商登记变更后，中国铁路太原局集团有限公司仍为中国铁路总公司100%控股的公司，公司由原先的全民所有制企业变成有限责任公司（非自然人投资或控股的法人独资）企业，由原先铁道部出资变更为中国铁路总公司出资，注册资本由原先的483.00741亿元变更为585.10856亿元人民币，经营范围扩大，增加铁路专用设备及相关工业设备的制造、安装、维修、销售、租赁，建筑施工，运输生产资料购销，房地产开发经营和租赁经营，物业服务，建筑装饰装修工程，矿产资源开采，花卉苗木种植，食品经营等。
2017年11月19日，中国铁路太原局集团有限公司正式挂牌。

## 机构设置
客运段担当本局管内的旅客列车的服务（包括内旅客列车乘务工作和餐饮服务）。机务段负责存放、维护、检修铁路机车，工作通常包括清洗、加油、加水、检修、除尘等。
中国铁路太原局集团有限公司设置下列站段（所）：

### 直属站
- 太原站
- 太原北站
- 大同站
- 榆次站

### 综合段
- 临汾综合段

### 车务段
- 太原车务段
- 大同车务段
- 侯马车务段
- 原平车务段
- 介休车务段
- 朔州车务段
- 大秦车务段

### 机务段
- 太原机务段（太局太段）
- 侯马北机务段（太局侯段）
- 湖东电力机务段（太局湖段）

### 动车段（所）
- 太原动车段

### 客运段
- 太原客运段

### 供电段
- 太原供电段
- 大同西供电段
- 侯马北供电段

### 工务段
- 太原工务段
- 太原南工务段
- 太原高铁工务段
- 大同工务段
- 原平工务段
- 侯马北工务段
- 茶坞工务段
- 朔州工务段
- 秦皇岛西工务段

### 电务段
- 太原电务段
- 大同电务段
- 侯马电务段

### 车辆段
- 太原车辆段（太局原段）
- 太原北车辆段
- 湖东车辆段
- 侯马北车辆段

## 历任领导
太原铁路局
| 局长 - 武汛（2005年3月—2009年） - 闻清良（2009年—2010年3月，代局长） - 杨绍清（2010年4月3日—2015年7月） - 赵春雷（2015年7月—2017年） | 党委书记 - 张义平（2006年9月—2015年7月） - 江涛（2016年—2017年） |

中国铁路太原局集团有限公司
| 董事长 - 赵春雷（2017年11月—2018年5月） | 党委书记、董事长 - 程先东（2018年5月—2021年9月） - 包楚雄（2021年9月—2022年11月） - 戴弘（2022年11月—2024年6月） - 陆勇（2024年6月—） | 总经理 - 陆勇（？—2024年6月） - 王立中（2024年11月—） |